# Pavel Sjeremet
Pavel Grigorjevitj Sjeremet (ryska: Павел Григорьевич Шеремет, belarusiska: Павел Рыгоравіч Шарамет: Pavel Ryhoravitj Sjaramet), född 28 november 1971 i Minsk, Vitryska SSR, Sovjetunionen (nu Belarus), mördad 20 juli 2016 i Kiev, Ukraina, var en flerfaldigt prisbelönad journalist, välkänd i både Belarus och i Ryssland samt i Ukraina där han levde de sista åren. Sjeremet var i sin rapportering starkt kritisk mot makthavarna, både politiker och näringslivstoppar.

## Biografi
Sjeremet arbetade med programmet Prospekt på en statlig TV-kanal i Belarus fram till 1995 då den stängdes av presidenten Aleksandr Lukasjenko. Sjeremet började därefter arbeta för den ryska TV-kanalen Pervyj Kanal. Han fängslades 1997 i Belarus efter ett TV-program där han avslöjade smuggelvägar mellan Litauen och Belarus. Han dömdes till två års villkorlig dom. Sjeremet fick flera journalistiska priser, bland annat för sitt arbete för yttrandefrihet och pressfrihet i Belarus från Committee to Protect Journalists och OSSE. Han flyttade till Moskva och senare till Ukraina där han arbetade för flera olika medier. Han fråntogs sitt belarusiska medborgarskap 2010. År 2012 började Sjeremet arbeta för den grävande internettidningen Ukrajinska Pravda och arbetade även för radiostationen Vesti. Pavel Shermet slutade år 2014 att arbeta för Pervyj Kanal, då han var kritisk mot Rysslands agerande på Krim och i östra Ukraina. 
Sheremet dödades av en bilbomb 2016. Organisationen Committee to Protect Journalists är i en rapport starkt kritisk till det sätt mordutredningen har skötts och anser att det mesta talar för att mordkomplotten har inhemska ukrainska rötter. År 2017 presenterades den internationella undersökande dokumentärfilmen Killing Pavel om mordet på Sjeremet, gjord av Organized Crime and Corruption Reporting Project. Filmen avslöjade att en tidigare agent i den ukrainska säkerhetstjänsten, Igor Ustimenko, fanns på plats när bomben placerades på bilen.